# Kaki Vargas
Kaki Vargas (Kaky Vagas; Jesús Marcelino Vargas Parra) ist ein dominikanischer Merenguesänger.
Vargas wuchs mit acht Brüdern auf. Er folgte seinem Bruder Sergio als Mitglied des Orchesters Los Hijos del Rey und Ende 1986 des Orchesters von Dioni Fernández nach. Zugleich war er bis 1994 Mitglied im Orchester seines Bruders. 1988 hatte er seinen ersten großen Erfolg mit Luis Dias’ Song Los Mosquitos Puyan. 1990 erschien sein Album La Inflación; es folgten La Calambrina und El Hombre de Mama (1995).